# Brigham City (Utah)
Brigham City je správní město okresu Box Elder County ve státě Utah. K roku 2010 zde žilo 17 899 obyvatel. S celkovou rozlohou 37,1 km² byla hustota zalidnění 469,8 obyvatel na km². Svůj název město dostalo podle Brighama Younga. Leží na západním úpatí pohoří Wasatch Range. Ve městě se nachází kampus Utah State University. Město leží v nadmořské výšce asi 1 300 m n. m.